# Quality Assurance in Another World
Quality Assurance in Another World (яп. この世界は不完全すぎる, Kono Sekai wa Fukanzen Sugiru, досл. «Цей світ занадто недосконалий») — серія манґи, написана та ілюстрована Масамічі Сато. Її серіалізація розпочалася на вебсайті Comic Days видавництва Kodansha у травні 2020 року. Станом на квітень 2025 року окремі розділи серії були зібрані в п'ятнадцять томів. Аніме-адаптація телевізійного серіалу, створена 100studio та Studio Palette, транслювалася з липня по вересень 2024 року.

## Передісторія
Хаґа, тестувальник контролю якості, є частиною команди, найнятої для налагодження повністю імерсивної VR-гри «King Seeker's Online». Однак він не може вийти з гри вже понад рік, але продовжує свою роботу. Після зустрічі з NPC Ніколою вони вирушають досліджувати світ.

## Сюжет
Острів Клейборн, землі якого розділений на п'ять невеликих спірних королівств, постійно охоплений конфліктами. Серед цього бурхливого середовища розташоване Королівство Бейл — найменша та найспокійніша з цих націй. На околиці Бейлу, у скромному селі, мешкає молода дівчина на ім'я Нікола. Її життя, що характеризується простотою щоденних справ, різко змінюється, коли вона зустрічає гігантського дракона під час збирання дров. Поки село готується до нападу, таємничий чоловік на ім'я Хаґа втручається, ідентифікуючи себе як члена «Королівських Шукачів» (King's Seeker) — загадкового слідчого загону.
Нікола, яка довгий час знаходила розраду в безтурботному ритмі свого мирного існування, раптом охоплена бажанням пригод. Захоплена присутністю Хаґи та привабливістю невідомого, вона вирішує вирушити за межі звичних обість свого села. Так починається подорож Ніколи, щоб розкрити глибинні істини свого світу, вирушаючи у подорож, яка обіцяє змінити її розуміння реальності, що лежить за межами її захищеного життя.

## Персонажі
Макото Хаґа (яп. ハガ マコト)
Сейю: Кайто Ішікава
Тестувальник, який невтомно працював, щоб повідомляти про всі помилки в грі. На відміну від інших тестувальників, які або виведені з ладу, або лінуються, він продовжує старанно працювати, щоб повідомляти про помилки гри, залишаючись у пастці. Він відмовляється використовувати свій камінь адміністратора (планшети), що надає йому особливих здібностей, оскільки хоче бачити речі з точки зору типового геймера.
Нікола (яп. ニコラ, Nikora) / Тесла (яп. テスラ, Tesura)
Сейю: Хінакі Яно
Персонаж-NPC, яка супроводжує Хаґу в його подорожі. Вона була вбита після першої зустрічі з Хаґою, але була оживлена. Вона також є втіленням мета-ШІ-програми гри під назвою Тесла. Як Тесла, вона наказує Хазі збирати планшети у тестувальників, які зловживають ними.
Ісора Амано (яп. アマノ イソラ)
Сейю: Рейджі Кавашіма
Акіра (яп. アキラ)
Сейю: Ріе Такахаші
Джін (яп. ジン)
Сейю: Дайсуке Оно
Сакаї (яп. サカイ)
Сейю: Кішьо Таніяма
Сузукі (яп. スズキ)
Сейю: Нобухіко Окамото
Наміко (яп. ナミコ)
Сейю: Нацумі Муракамі
Куро-чян (яп. クロちゃん)
Сейю: Кентаро Кумаґаї
Шачьо (яп. 社長)
Сейю: Кентаро Іто
Суміда (яп. スミダ)
Сейю: Кенічіро Мацуда
Кана (яп. カナ)
Сейю: Чіемі Танака
Ґьодель (яп. ゲーデル, Gēderu)
Сейю: Ю Кобаяші
Акане Міязакі (яп. 宮崎アカネ, Miyazaki Akane)
Сейю: Сатомі Араї
Яманака (яп. やまなか, Yamanaka)
Сейю: Томоакі Маено
Альба (яп. アルバ, Aruba)
Сейю: Йошіцуґу Мацуока
Рен Мізоґучі (яп. 溝口レン, Mizoguchi Ren)
Сейю: Томокадзу Суґіта
Кіношіта (яп. キノシタ)
Сейю: Аой Коґа

## Медіа

### Манґа
Серія, написана та ілюстрована Масамічі Сато, почала серіалізуватися на сайті Kodansha Comic Days 30 травня 2020 року. Станом на квітень 2025 року окремі розділи серії були зібрані у п'ятнадцять томів танкобон.
У травні 2021 року Kodansha USA оголосила, що вони ліцензували серію для цифрового англомовного видання. У липні 2022 року, під час своєї панелі на Anime Expo, Kodansha USA анонсувала друкований випуск серії.

#### Томи
| №  | Дата виходу       | ISBN                   |
| -- | ----------------- | ---------------------- |
| 1  | 9 жовтня 2020     | ISBN 978-4-06-520873-1 |
| 2  | 8 січня 2021      | ISBN 978-4-06-521992-8 |
| 3  | 8 квітня 2021     | ISBN 978-4-06-523041-1 |
| 4  | 8 липня 2021      | ISBN 978-4-06-523956-8 |
| 5  | 10 листопада 2021 | ISBN 978-4-06-526012-8 |
| 6  | 9 березня 2022    | ISBN 978-4-06-527333-3 |
| 7  | 29 серпня 2022    | ISBN 978-4-06-528311-0 |
| 8  | 28 жовтня 2022    | ISBN 978-4-06-529377-5 |
| 9  | 12 квітня 2023    | ISBN 978-4-06-530845-5 |
| 10 | 11 жовтня 2023    | ISBN 978-4-06-532212-3 |
| 11 | 10 квітня 2024    | ISBN 978-4-06-535125-3 |
| 12 | 10 липня 2024     | ISBN 978-4-06-536214-3 |
| 13 | 9 серпня 2024     | ISBN 978-4-06-536384-3 |
| 14 | 11 грудня 2024    | ISBN 978-4-06-537862-5 |
| 15 | 9 квітня 2025     | ISBN 978-4-06-539148-8 |

### Аніме
Аніме-адаптація телевізійного серіалу була анонсована у березні 2023 року. Серіал створений студіями 100studio та Studio Palette, режисером виступив Кей Умабікі, сценарій серії написав Сього Ясукава, дизайн персонажів розробив Шіґео Акахорі, а музику — Юта Касаї, Сейма Івахаші та Дайсуке Хорікава з Elements Garden.
Спочатку прем'єра була запланована на квітень 2024 року, але її перенесли на липень. Зрештою серіал транслювався з 6 липня по 28 вересня 2024 року в програмному блоці Animeism на каналах MBS, TBS та BS-TBS. Відкриваючою темою стала пісня «No Complete» у виконанні Liyuu, тоді як заключною темою — «Loop» у виконанні Nacherry (вокальний юніт, що складається з Чіемі Танака та Нацумі Муракамі).
Crunchyroll транслював серіал. Medialink ліцензувала серію у Східній та Південно-Східній Азії для трансляції на YouTube-каналі Ani-One Asia.

#### Серії
| № серії | Назва серії                                                                             | Режисер(и)                  | Сценарист(и)   | Режисер(и) анімації           | Оригінальна дата показу |
| --- | --------------------------------------------------------------------------------------- | --------------------------- | -------------- | ----------------------------- | ----------------------- |
| 1 | «Нікола, дівчина-служка» Транслітерація: «Shitabataraki no Nikora» (яп. 下働きのニコラ) | Кей Умабікі                 | Сього Ясукава  | Кей Умабікі                   | 6 липня 2024            |
| Нікола, мешканка мирного села, стає свідком нападу напівдраконів, від якого її рятує таємничий чоловік Хаґа. Вона помічає його дивну поведінку та зрештою дізнається, що Хаґа — тестувальник, а їхній світ насправді є відеогрою King Seeker's Online. Незважаючи на зусилля Хаґи, село та його мешканці гинуть, що підтверджує його висновок про неминучу загибель. В ретроспективі виявляється, що Хаґа та інші тестувальники застрягли у грі вже рік, і коли він готується зв'язатися з розробниками, Нікола з'являється у його наметі. |                                                                                         |                             |                |                               |                         |
| 2 | «Хаґа Макото» Транслітерація: «Haga Makoto» (яп. 羽賀マコト)                            | Іппей Ічіі                  | Сього Ясукава  | Дайсуке Сімамура              | 13 липня 2024           |
| Хаґа залишається здивованим поверненням Ніколи, яка виявляє бажання стати Шукачем і супроводжувати його. Під час перевірки ігрових механік вони зустрічають тестувальників Сакаї та Суміду, які зловживають Режимом адміністратора та запрошують Хаґу приєднатися. Хаґа відмовляється, перемагає Суміду хитрістю, викрадає його планшет і вирішує відвести Ніколу до своєї команди біля Вівтаря Пришестя. |                                                                                         |                             |                |                               |                         |
| 3 | «Тесла» Транслітерація: «Tesura» (яп. テスラ)                                           | Studio Palette              | Сього Ясукава  | Тацуші Ямадзакі               | 20 липня 2024           |
| Хаґа та Нікола дістаються до Вівтаря Пришестя, де Нікола випадково активує пастку. Хаґа розповідає, що його команда тестувальників розпалася через неможливість вийти з гри, а він сам втратив надію врятувати застряглих товаришів. Зненацька Нікола викрадає планшети, представляючи себе як Тесла — мета-ШІ-програма гри. Тесла доручає Хазі знайти та знищити планшети інших тестувальників, щоб запобігти подальшому руйнуванню гри, після чого вони натрапляють на село із застиглими в T-позі NPC.                                  |                                                                                         |                             |                |                               |                         |
| 4 | «Ісора Амано» Транслітерація: «Amano Isora» (яп. 天野イソラ)                            | Тецуакі Ватанабе            | Шінічі Інозуме | Ютака Комі                    | 27 липня 2024           |
| Хаґа та Нікола зустрічають тестувальника Амано, який покинув групу «зіпсованих» через їхні дії та мешкав з NPC Лу. Коли лідер цих тестувальників руйнує село напівдраконом, Лу гине, і Амано клянеться помститися. Таким чином, Хаґа знаходить ще одного союзника проти недобросовісних тестувальників, керованих Теслою. |                                                                                         |                             |                |                               |                         |
| 5 | «Проникнення» Транслітерація: «Sennyū» (яп. 潜入)                                       | Хітоші Мото                 | Кацуя Ісіда    | Хітоші Мото                   | 8 серпня 2024           |
| Хаґа, Нікола та Амано прямують до замку, штабу «зіпсованих» тестувальників. Використовуючи ґлітч, вони проникають усередину, де їх заарештовують, але розміщують окремо від інших тестувальників, що дозволяє їм вільно пересуватися. Досліджуючи замок, вони знаходять скриню з недоречними предметами в камерах тортур, а потім стикаються з монстром, що лається англійською. |                                                                                         |                             |                |                               |                         |
| 6 | «Шалений Король» Транслітерація: «Kyōran no Kentei» (яп. 狂乱の賢帝)                    | Рьосуке Ідзумійоші          | Сього Ясукава  | Дайсуке Сімамура              | 10 серпня 2024          |
| Хаґа перемагає монстра, тоді як команда планує знищити ігрового боса вибухівкою, щоб непомітно дістатися до боса «зіпсованих» тестувальників. Вони ховаються в кімнаті боса саме тоді, коли вибухівка спрацьовує, і чують, як він говорить про бажання завершити гру. Проте Амано бачить, як Сакаї та інші тестувальники зраджують і вбивають свого боса. |                                                                                         |                             |                |                               |                         |
| 7 | «Бос» Транслітерація: «Bosu» (яп. ボス)                                                 | Хітоші Мото                 | Шінічі Інозуме | Тацуші Ямадзакі               | 17 серпня 2024          |
| Після зради боса, Сакаї та інші «зіпсовані» тестувальники вирішують залишитися в грі, а Хаґа наказує Теслі поглинути планшет їхнього колишнього лідера. Коли вежа руйнується через дії тестувальників, Хаґа реалізує свій план: він провокує баг, що назавжди заморожує «зіпсованих» тестувальників. Знищивши їхні камені, Хаґа збирається повністю перевірити замок, але його зустрічає Бос, який таємно пропонує Амано спосіб повернути Лу.                                                                                              |                                                                                         |                             |                |                               |                         |
| 8 | «Команда Консолі» Транслітерація: «Konsōru Komando» (яп. コンソールコマンド)            | Хігашіо Ямаучі & Макі Камія | Кацуя Ісіда    | Ютака Комі & Тецуакі Ватанабе | 24 серпня 2024          |
| Поки Хаґа заповнює звіти, Амано знаходить свій старий планшет і укладає угоду з Босом, щоб оживити Лу, хоча вона його не пам'ятає. Тим часом Хаґа і Нікола шукають для неї зброю, що призводить до неконтрольованого пострілу магічної гармати через баг. Пізніше лицар, з яким бився Хаґа, вбиває Боса, а Амано повертається до заїзду з цим лицарем, що виявляється ще одним тестувальником на ім'я Акіра. |                                                                                         |                             |                |                               |                         |
| 9 | «Акіра Каґамі» Транслітерація: «Kagami Akira» (яп. 加賀美アキラ)                        | Шунсуке Кіші                | Кацуя Ісіда    | Юдзі Канзакі                  | 31 серпня 2024          |
| До Хаґи та Амано приєднується тестувальниця Акіра, яка прагне нормального життя в грі та погоджується на їхні умови. По дорозі до королівства Стамоа вони зустрічають надзвичайно сильного NPC Ґейдла, учня Шукача Яманаки, який захищає своє село. Проте Хаґа виявляє, що сільські воїни планують убити Ґейдла через його ненормальну поведінку. |                                                                                         |                             |                |                               |                         |
| 10 | «Ґейдл і Яманака» Транслітерація: «Gēderu to Yamanaka» (яп. ゲーデルとヤマナカ)         | Юкі Кадохара                | Сього Ясукава  | 100studio                     | 7 вересня 2024          |
| Селяни розкривають Хазі, що Ґейдл отримав надсилу після триденного зникнення з Яманакою. Згодом, виявивши Ґейдла, що вбив воїнів, Хаґа дізнається, що Яманака випадково зробив його надто сильним, застрягши в режимі вільної камери. Тесла поглинає планшет Яманаки, назавжди ув'язнюючи обох. Охоплений люттю, Ґейдл атакує Теслу, змушуючи Хаґу та його команду втекти, оскільки вони не можуть йому протистояти. |                                                                                         |                             |                |                               |                         |
| 11 | «Альба» Транслітерація: «Aruba» (яп. アルバ)                                            | Іппей Ічіі                  | Сього Ясукава  | 100studio                     | 14 вересня 2024         |
| Після нападу Ґейдла, Хаґа та інші відступають, поки Акіра вбиває Ґейдла своїм планшетом, що викликає розбіжності між нею та Хаґою. Вони тікають з палаючого села і через місяць дістаються королівства Саї. Там вони зустрічають союзників Акіри, а потім її лідера Альбу, який пробуджує Ніколу. Однак Нікола прокидається як Тесла, розкриваючи, що Альба є іншою мета-ШІ-програмою, і починає допитувати його про його роль у грі. |                                                                                         |                             |                |                               |                         |
| 12 | «Діамант» Транслітерація: «Za・Daiyamondo» (яп. ザ・ダイヤモンド)                       | Хан Йонг Хун                | Сього Ясукава  | Мамору Куросава               | 21 вересня 2024         |
| Альба телепортує Хаґу та інших до підземелля «Діамант» після того, як Тесла просить звіт про його поведінку. Хаґа зустрічає тестувальницю Кіношіту, яка застрягла у формі кристалічної істоти і розкриває, що вони на останньому поверсі, де їх чекає бос на ім'я Тиша. Тим часом Акане програє всі гроші в казино на іншому рівні, потрапляє в борги та стикається із загрозою вилучення органів. |                                                                                         |                             |                |                               |                         |
| 13 | «Тиша» Транслітерація: «Sairensu» (яп. 沈黙の悪魔)                                      | Йошіхіде Ібата              | Сього Ясукава  | 100studio                     | 28 вересня 2024         |
| Хаґа виявляє, що бос Тиша реагує на звук, і шукає слабкість у бібліотеці. Амано намагається виграти свободу Акане в покері, але через баги програє. Хаґа рятує їх з казино за допомогою багу, але їх переслідують монстри та женуть назад до Тиші. Вони з'ясовують, що Тиша — багатофазний бос, тоді як Нікола, обманута Реном, усвідомлює, що її друзі все ще в небезпеці. |                                                                                         |                             |                |                               |                         |

## Сприйняття
Ясуші Кобаяші з Da Vinci похвалив історію, назвавши її напруженою. Масакі Ендо з Tsutaya News також висловив похвалу, назвавши її унікальною серед творів жанру ісекай. Рецензент з ITmedia мав схожі почуття, назвавши історію цікавою.

## Нотатки
1. 1 2  MBS і TBS призначили прем'єру серіалу на 5 липня 2024 року о 26:23, тобто фактично на 6 липня о 2:23 ночі за японським часом.
2. ↑  Епізод 5 було перенесено на 7 серпня 2024 року через літні Олімпійські ігри 2024 року, з найранішою трансляцією на MBS о 26:33, що фактично означає 8 серпня о 2:33 ночі[33].
3. ↑  Цей епізод вийшов в ефір о 2:53 ночі за японським часом, через 30 хвилин після початкового ефірного часу[34].